# Рим
Рим (лат. и итал. Roma [ˈroːma]) — столица и крупнейший город Италии (по населению агломерации уступает Милану и Неаполю). Административный центр области Лацио и одноимённой территориальной единицы Рим, приравненной к провинции. Расположен на реке Тибр. Часть территории Рима относится к государству Ватикан.
Основанный в 753 г. до н. э. Рим — один из старейших городов Европы, столица древней цивилизации. Ещё в античности (III век н. э.) Рим называли «Вечным городом» (лат. Roma Aeterna, Urbs Aeterna). Одним из первых так назвал Рим римский поэт Альбий Тибулл (I век до н. э.) в своей второй элегии. Представления о «вечности» Рима во многом сохранились и после падения древнеримской цивилизации, принеся соответствующий эпитет в современные языки.
Также Рим называют «городом на семи холмах». Первоначально поселения располагались на холме Палатин, впоследствии были заселены соседние холмы — Капитолий и Квиринал. Несколько позже поселения появились на последних четырёх холмах (Целии, Авентине, Эсквилине и Виминале).
Когда образовалась Римская империя, появилось дошедшее до наших дней выражение «Все дороги ведут в Рим», что указывало на то, что город является экономическим, политическим и военным центром государства.

## Этимология
По оценке Е. М. Поспелова, древнейшее название реки Тибр, на которой расположен город — Румо или Румон — послужило основой для образования названия Рим (итал. Roma). Предполагается, что название реки связано с наименованием одного из племён этрусков — древнего населения берегов этой реки. Топонимическая легенда о связи названия города с именем Ромула, одного из двух братьев, вскормлённых волчицей, — классический пример попытки осмыслить непонятное древнее название.

## История

### Древний Рим
Вторую плюсневую кость (SdD2) и фрагмент бедренной кости человека вида Homo heidelbergensis, найденные в Седия дель Дьяволо, датируют возрастом 295–290 тыс. лет назад.
Первые поселения на месте современного Рима появились задолго до традиционно приводимой даты основания города (753 год до н. э.). Наиболее древние остатки жилищ и погребения найдены на левом берегу Тибра на Палатинском холме и у его подножья. В первую очередь заселялись холмы, возвышавшиеся над болотистыми низинами у реки. Хижины пробивались прямо в скалистой породе. Здесь же, у реки с бродом, шла торговля. К VIII—VII векам жилища появились и вокруг рынка, став основой будущего города.

#### Царский период

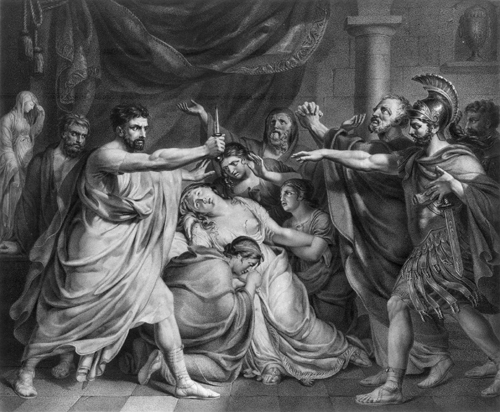
Луций Юний Брут приносит клятву свергнуть царскую власть над телом Лукреции. Картина Франсуа Навеза, ок 1845 г.

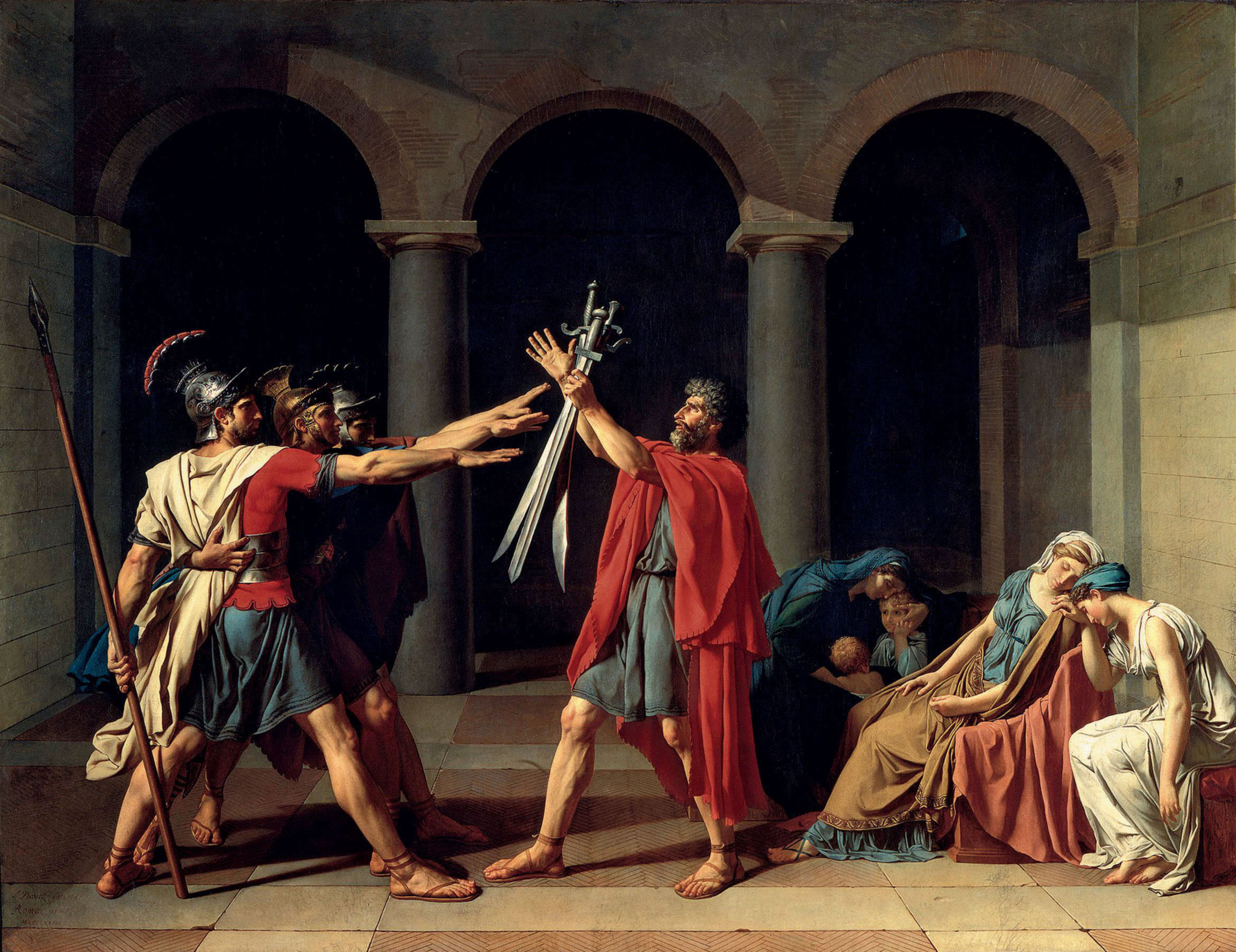
«Клятва Горациев» кисти Жака-Луи Давида

Согласно самой распространённой легенде, братья Ромул и Рем, рождённые от дочери царя Альба-Лонги, Реи Сильвии и бога Марса, выросли на берегу Тибра. Восстановив на троне Альба-Лонги законного правителя — своего деда Нумитора, Ромул и Рем вернулись к Тибру для основания колонии. Между братьями возникла ссора: Ромул убил Рема и основал укреплённое поселение на Палатине. В I веке до н. э. было вычислено несколько дат основания Рима, наиболее известная из которых — 21 апреля 753 года до н. э.
Ромул называется первым царём Рима. Всего традиция называет семь царей. Царь Сервий Туллий традиционно называется строителем известной Сервиевой стены. Стена и связанная с ней крепость на Капитолийском холме защищали город как минимум с VI века до н.э. С того же времени на реке появляется пристань, в городе возникают общественные здания, святилища и Форум как его административный и торговый центр. Во время царской эпохи в Риме появляются первые храмы, в том числе Храм Юпитера, Храм Весты и Храм Януса.
По сообщению историка Тита Ливия, Сервий Туллий во время первой переписи насчитал в Риме 80 тысяч граждан.

#### Республиканский Рим
Долгое время город был ограничен Сервиевой стеной, которая являлась не столько физической, сколько сакральной границей города (для обозначения границы Рима использовался термин померий). С V века до н. э. в черту города входит Авентинский холм. По мере расширения Римского государства были проложены дороги, которые сначала связали Рим с колониями в Италии, а затем и с отдалёнными провинциями.
Центральной площадью Рима стала долина между Палатином и Квириналом, известная как Форум. Отсюда расходились важнейшие улицы: via sacra, поднимающаяся к главной святыне Рима — храму Юпитера Капитолийского. Параллельно ей, у подножия Палатина, проходила via nova и др. Другой важной площадью внутри города был рынок скота у Тибра — Бычий форум, располагавшийся в самой оживлённой торговой части города. По соседству, но вне стен города, лежал овощной рынок.
Количество храмов республиканского Рима доказывает глубокую религиозность римского народа; в каждой части города можно, на основании далеко неполного предания, насчитать несколько крупных святилищ. Также в городе находился храм древней триады Ceres, Liber, Libera, построенный, по преданию, в 496 году до н. э.
За ростом Римского государства последовало постепенное изменение самого города, который был уже столицей огромной империи. Расширение померия Луцием Корнелием Суллой и возведение новых построек Гнея Помпея предшествовали деятельности Цезаря и Августа. Целые городки, возникшие у Тибра, на Марсовом поле, за porta Capena, по Аппиевой дороге, необходимо было сделать юридически частями города, в состав которого они фактически входили. Только таким путём можно было создать сносные условия жизни в центре города, отвлечь жизнь на окраины и предоставить более простора для общественных зданий в центре.
В IV веке до н. э. на Рим совершили набег галлы, разрушившие древнюю стену. Со строительством новой стены расширенный город стал занимать пространство, превышающее 4 квадратных километра.
Во II—I веках до н. э., после завоеваний в Греции, в римскую архитектуру проникли греческие стандарты — своды, арки, портики. Общественные здания стали больше и практичнее, как, например, Торговый центр на юг от Авентинского холма. Под греческим влиянием возник и новый тип храмовой архитектуры — римская базилика. К тому же периоду относится застройка Марсова поля и строительство первого каменного моста через реку, Моста Эмилия.

#### Императорский Рим
Гай Юлий Цезарь воздвиг новое здание сената и заложил основание новой колоссальной базилике на западной стороне форума, названной его именем. Ему же принадлежит идея создать новую территорию для общественных зданий на Марсовом поле и соединить рядом построек общественного и религиозного характера старый город у форума с новым городом на Марсовом поле. Первая из этих идей нашла своё выражение в постройке портика для голосований на Марсовом поле, вторая — в создании искусственных площадей (fora), в сущности являющихся ничем иным, как периболами (дворами) вокруг центрального храма. Первой из них был форум Юлия Цезаря с храмом Венеры-Прародительницы, прародительницы Юлиев. Полное осуществление планы Цезаря нашли только при Августе, который создал новый город четырнадцати кварталов. Рим с этого времени теряет свой характер укреплённого города, пространство внутри Сервиевой стены окончательно застраивается, в пределы города входят и предместья.

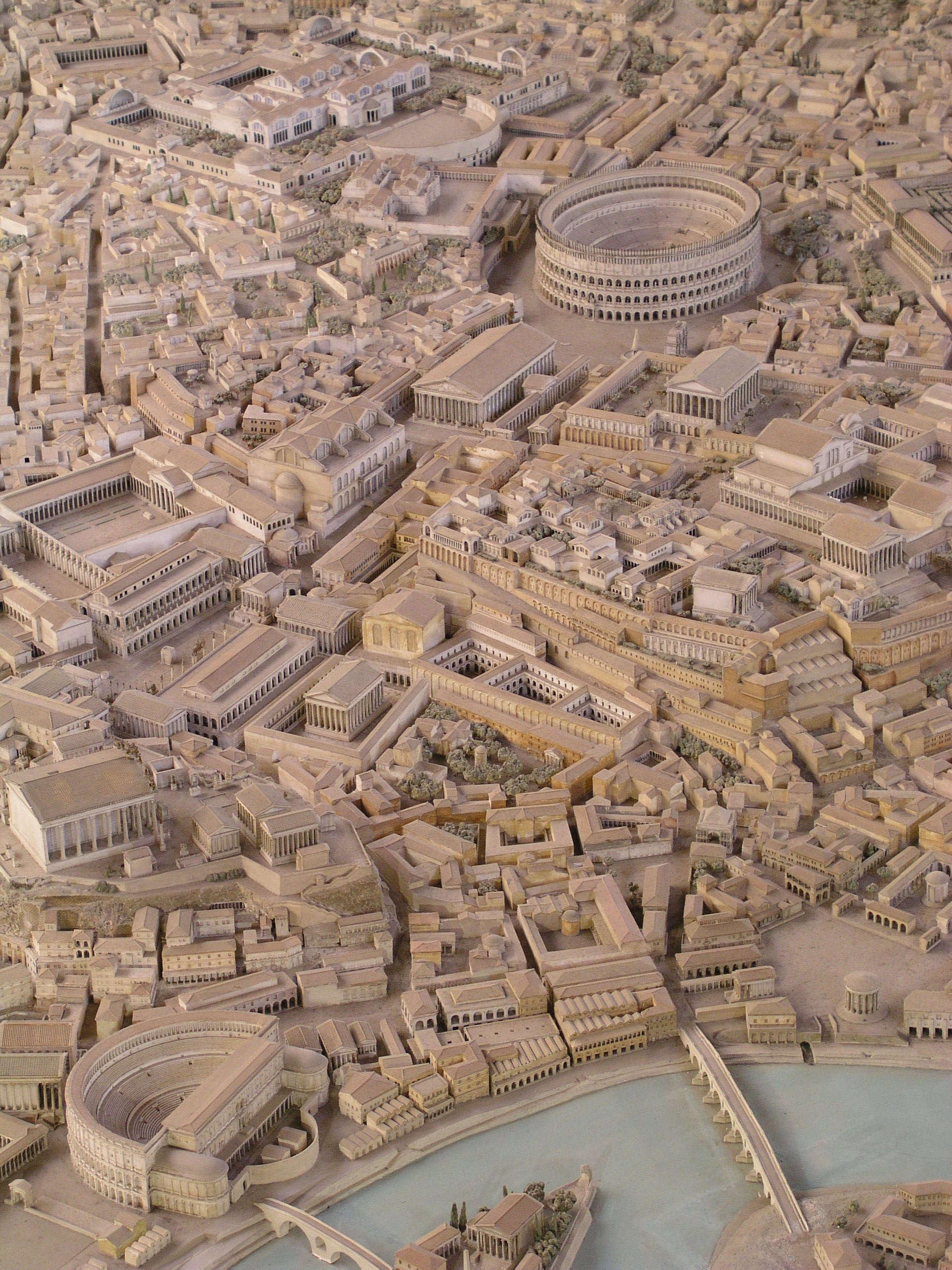
Рим в имперскую эпоху. Современная реконструкция

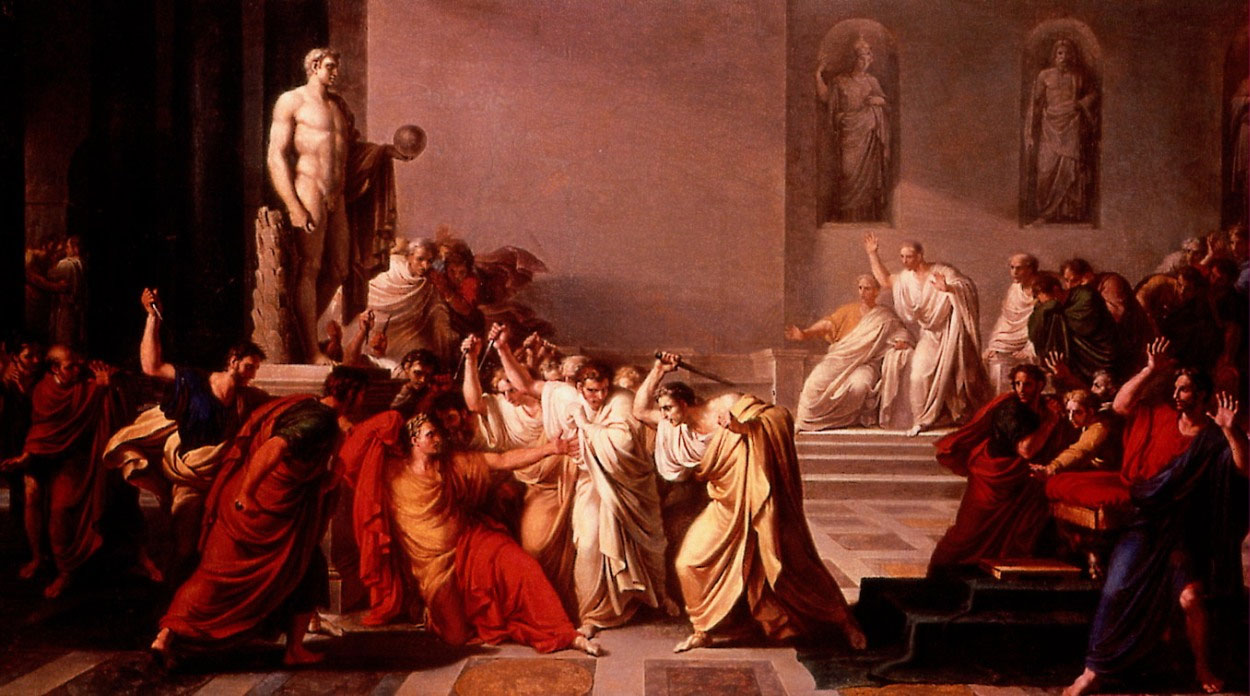
Убийство Юлия Цезаря на картине Винченцо Камуччини, 1805 г.

На Римском форуме, кроме реставрации и перестройки храмов, курии и Юлиевой базилики, Августу принадлежит постройка храма Цезаря и нового центра политической жизни Рима, перешедшей теперь на форум и сосредоточившейся вокруг новой народной трибуны, новых ростр. Возле форума Цезаря возник форум Августа, а поблизости расположился Храм Марса-Мстителя, чем сделан был новый шаг к соединению центра с Марсовым полем. Были также построены сохранившийеся до наших дней Пантеон, Алтарь Мира, Мавзолей Августа, частично уцелевший Театр Марцелла, великие Термы Агриппы, в настоящее время почти полностью разрушенные, и не сохранившиеся Театр Бальба и Амфитеатр Статилия Тавра. При Августе Палатинский холм стал постоянной резиденцией императоров.
В правление императора Нерона, в 64 году н. э., в Риме произошёл «великий пожар». Нерон приступил к восстановлению города, возвёл самую большую в Европе императорскую резиденцию, Золотой дом. Город полностью отстраивается, на этот раз более красиво, только с утверждением династии Флавиев. Ряд мер полицейского характера меняет вид улиц. Новые дома имеют более благообразный вид: одной из мер Веспасиана было обязательное снабжение каждого дома портиком, благодаря чему улицы получали вид крытых галерей. Свободным пространством после пожара Флавии воспользовались для своих монументальных построек. В долине между Палатином и Эсквилином в 75-80 гг. н. э. возник Колизей, вокруг него — ряд построек служебного характера.
Деятельность первых императоров блестящим образом довершает Траян; он окончательно связывает ряд императорских площадей с Марсовым полем колоссальной площадью (forum Traianum). Всемирно известна созданная в это время колонна Траяна. Главным созданием Адриана был Храм Венеры и Ромы на Велии, возведением которого было закончено превращение центральной части города в ряд блестящих построек, связывавших форум с Марсовым полем с одной стороны и с площадью у Колизея — с другой. За Тибром Адриан выстроил себе мавзолей, существующий ещё и теперь в виде крепости св. Ангела; там же возник в это время и новый цирк. При нем же был восстановлен Пантеон. Императоры вели активное строительство грандиозных терм (общественных бань). II век стал наиболее активным временем застройки города. В Риме разрастаются многоэтажные районы (insulae).
Позднее строительство новых зданий значительно замедлилось из-за осложнившегося положения Римской империи. В начале III века, при императоре Каракалле началась постройка одноименных терм, завершившаяся уже после его смерти. В конце века были возведены новые укрепления длиной 18 км, известные как стена Аврелиана. Они охватывали весь разросшийся город с его затибрской частью. Они совпадали с таможенной линией и отчасти с границей померия, но во многих случаях в пределы стены были введены и гробницы (в том числе пирамида Цестия и гробница Эврисака). В IV веке начинается строительство христианских храмов.
В 330 году Рим перестал быть столицей империи. Его место занял «Новый Рим» — Константинополь.
Сложное для города время наступило в V веке. В 410 году Рим взял и разграбил вождь вестготов Аларих, в 455 году город жестоко разграбили вандалы.

### Рим в Средние века

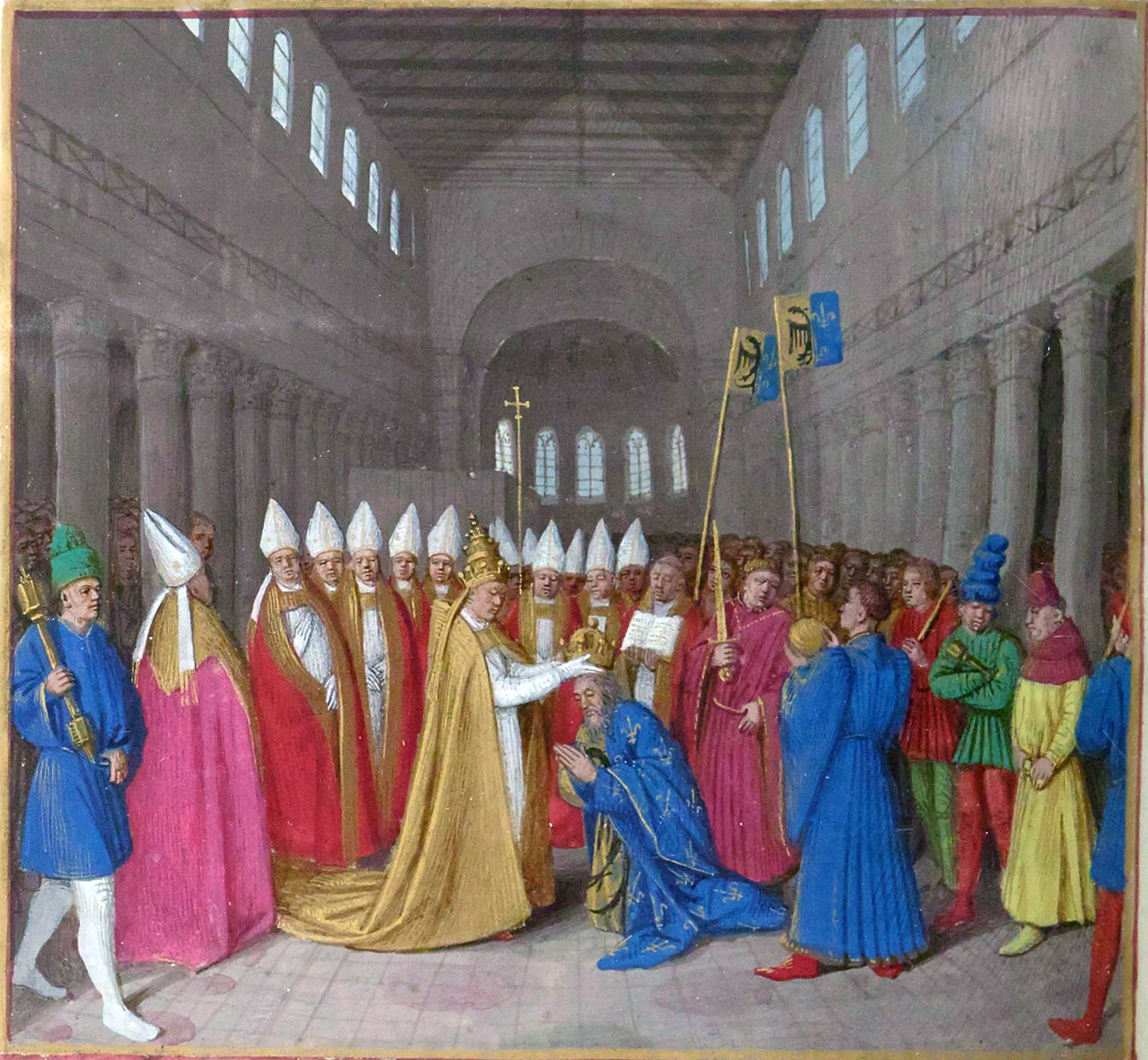
Папа Лев III возлагает императорскую корону на голову Карла Великого на Рождество 800 г. в Риме, миниатюра из Больших французских хроник, ок 1455—1460 г.

В 476 году Одоакр низложил последнего западно-римского императора, но скоро в свою очередь уступил место остготу Теодориху, правление которого ознаменовалось началом широкой реставраторской деятельности в городе.
В войне Византии с остготами (536—552) Рим шесть раз подвергался осаде и переходил из рук в руки. При этом остготские цари, и в особенности Тотила, брали многочисленных заложников из числа жителей Рима, что привело к уничтожению самых знатных фамилий и уменьшило население Рима до 30—50 тыс. человек. Руководящую роль среди населения вместо большей частью погибшей римской знати стало играть многочисленное духовенство во главе с Папой Римским.
В течение последующих двух веков (570—750), когда значительная часть Италии была отторгнута от Византии лангобардами, папы стали играть первенствующую роль в светских делах города при номинальном подчинении слабой Византии (равеннскому экзарху).

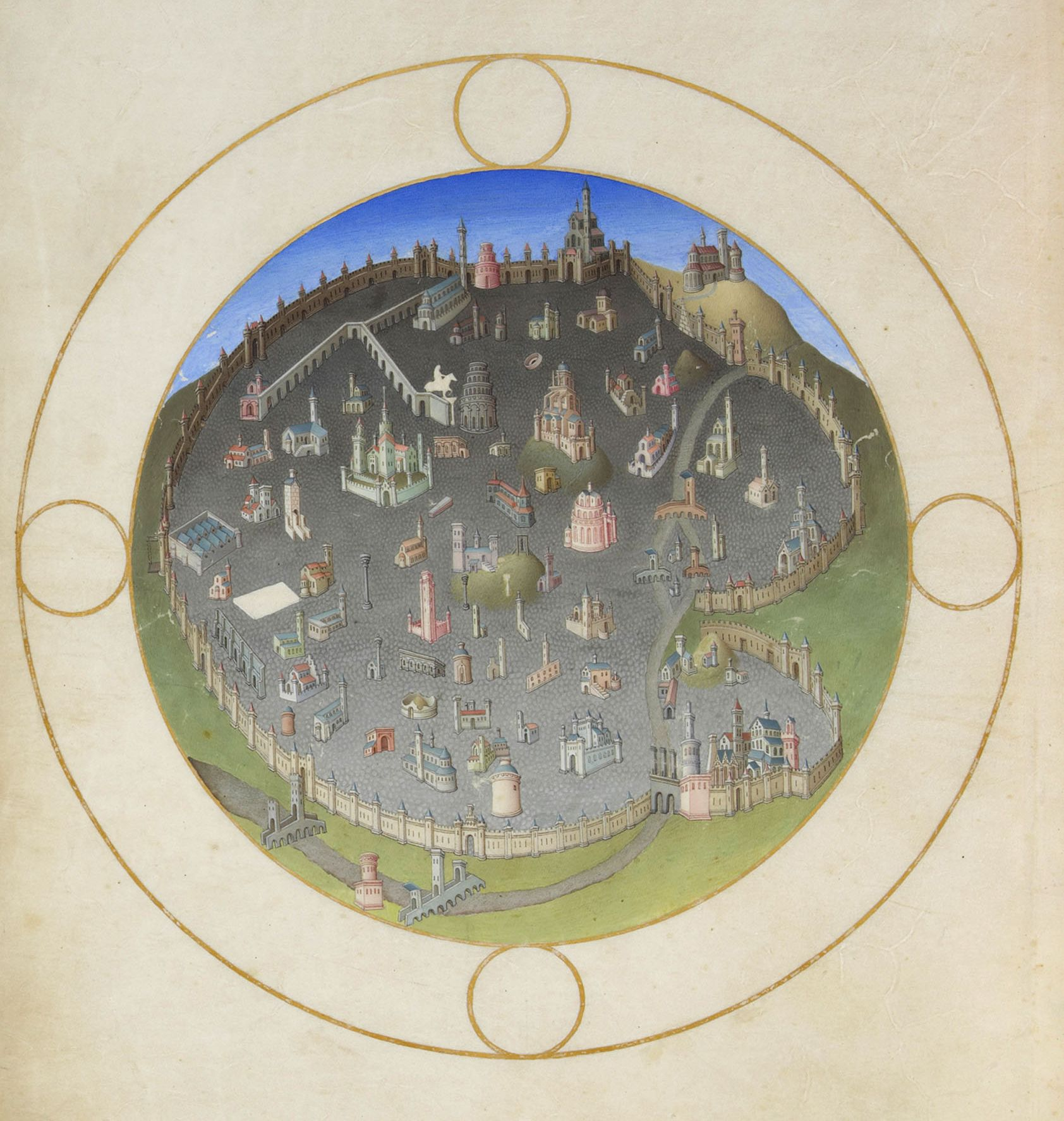
План Рима, XV век. Север внизу

Хотя покинувшие Рим императоры продолжают поддерживать отдельные здания, но эти реставрации — только исключения; большинство общественных зданий медленно разрушается. Только Теодорих попробовал было развить широкую реставраторскую деятельность, но она помогла ненадолго. Разрушению зданий сопутствовало похищение из них украшений из бронзы, мрамора и другого дорогого материала очередными завоевателями.
С возвышением пап всё большую роль в городе играет базилика святого Петра и центр города перемещается на Ватиканский холм, вокруг которого уже при Льве IV возводятся новые оборонительные сооружения. Папская область как независимое теократическое государство со столицей в Риме просуществовала до Рисорджименто и объединения Италии.
Старые здания беспрепятственно разрушаются, сохраняются лишь те, в которых нашли себе приют христианские церкви или феодальные крепости. Так мавзолей Адриана, выгодно расположенный рядом с Ватиканским холмом, ещё при постройке стен Аврелиана стал небольшой крепостью, а со временем превратился в неприступный папский Замок Святого Ангела, выдержавший несколько осад (последнюю в 1527 году во время т. н. Разграбления Рима).

### Рим в Новое и Новейшее время

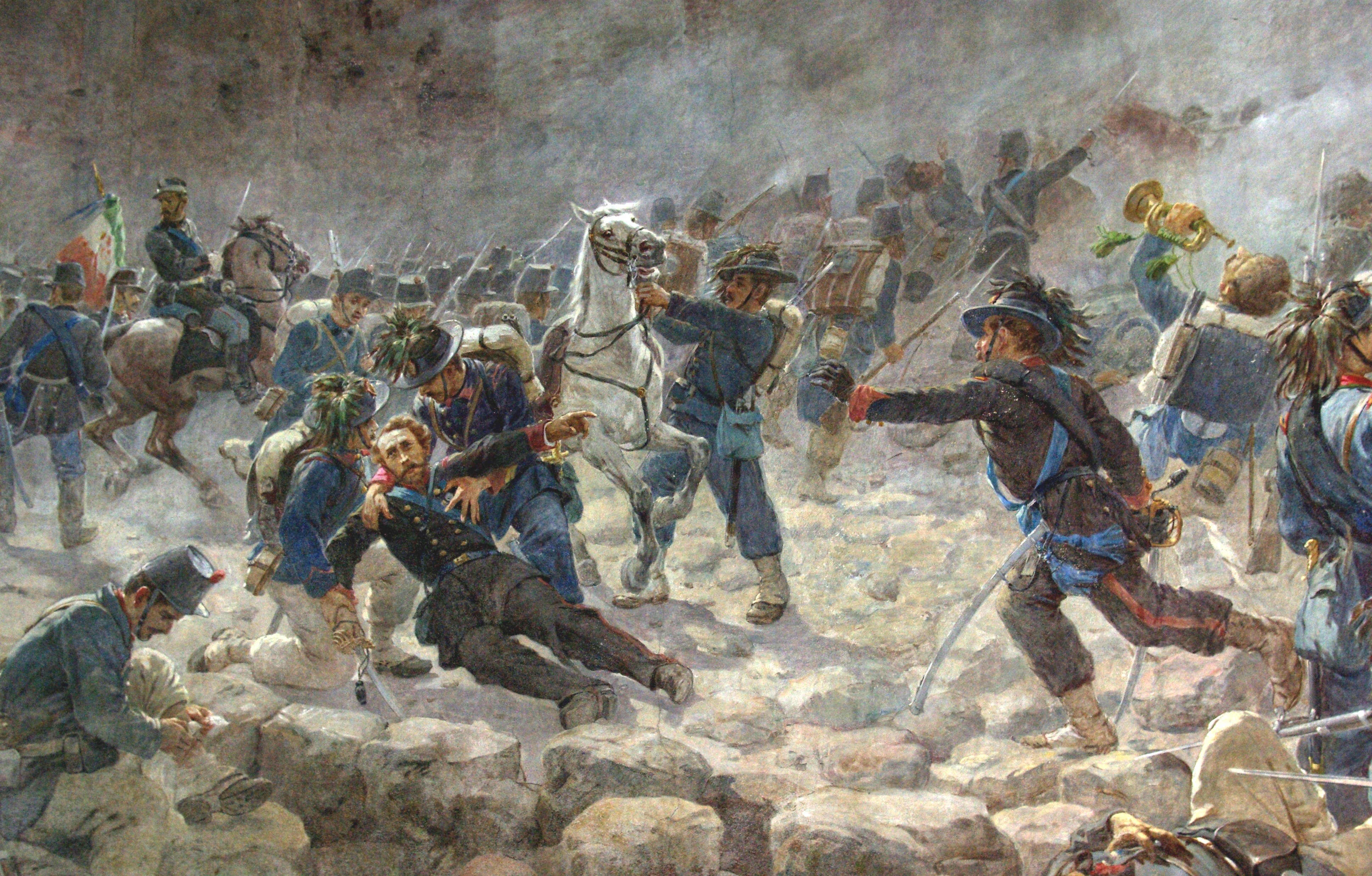
Итальянские берсальеры штурмуют Рим. Картина времён Рисорджименто

В феврале 1798 года французские войска под командованием Бертье заняли Рим. Была провозглашена Римская республика. От папы Пия VI потребовали отречения от светской власти. Он отказался, был вывезен из Рима и умер в изгнании. Французы вывозили из Рима произведения искусства. Вскоре, однако, движение австрийского генерала Мака на Рим заставило французов оставить город, и 26 ноября 1798 года он был занят войсками неаполитанского короля Фердинанда I. После этого многие республиканцы были казнены. В сентябре 1799 года неаполитанцы оставили Рим, а в 1800 году новый папа Пий VII прибыл в него.
В 1808 году Наполеон I упразднил Папское государство, а Пий VII был вывезен из Рима. Затем в 1811 году Наполеон провозгласил римским королём своего новорождённого сына. Эпоха французского владычества была ознаменована значительным развитием городского благоустройства: нищенство было искоренено, много было сделано для освещения улиц. Тогда же стали производить раскопки по строго научному плану.
После поражения Наполеона 2 мая 1814 года Пий VII вернулся в Рим и Папское государство было восстановлено.

Чернорубашечники во время Марша на Рим в 1922 г.

Осенью 1848 года в Риме началась революция, папа Пий IX бежал в Гаэту, и 6 февраля 1849 года вновь была провозглашена Римская республика. Но в июле 1849 года Рим был взят французскими войсками под командованием Ш. Удино, и 14 июля Удино формально объявил о восстановлении в Риме папской власти. В апреле 1850 года папа вернулся в Рим. Французский гарнизон покинул Рим только в 1866 году.
20 сентября 1870 года войска Итальянского королевства заняли Рим, и он стал столицей королевства.
В 1922 году состоялся марш на Рим итальянских фашистов. В 1929 году в результате Латеранских соглашений на территории Рима было образовано государство Ватикан.
Во время Второй мировой войны Рим, в отличие от многих европейских городов, в целом избежал разрушений, однако подвергся немецкой оккупации в 1943—44 годах и был освобождён англо-американскими войсками 4 июня 1944 года.

## Физико-географическая характеристика

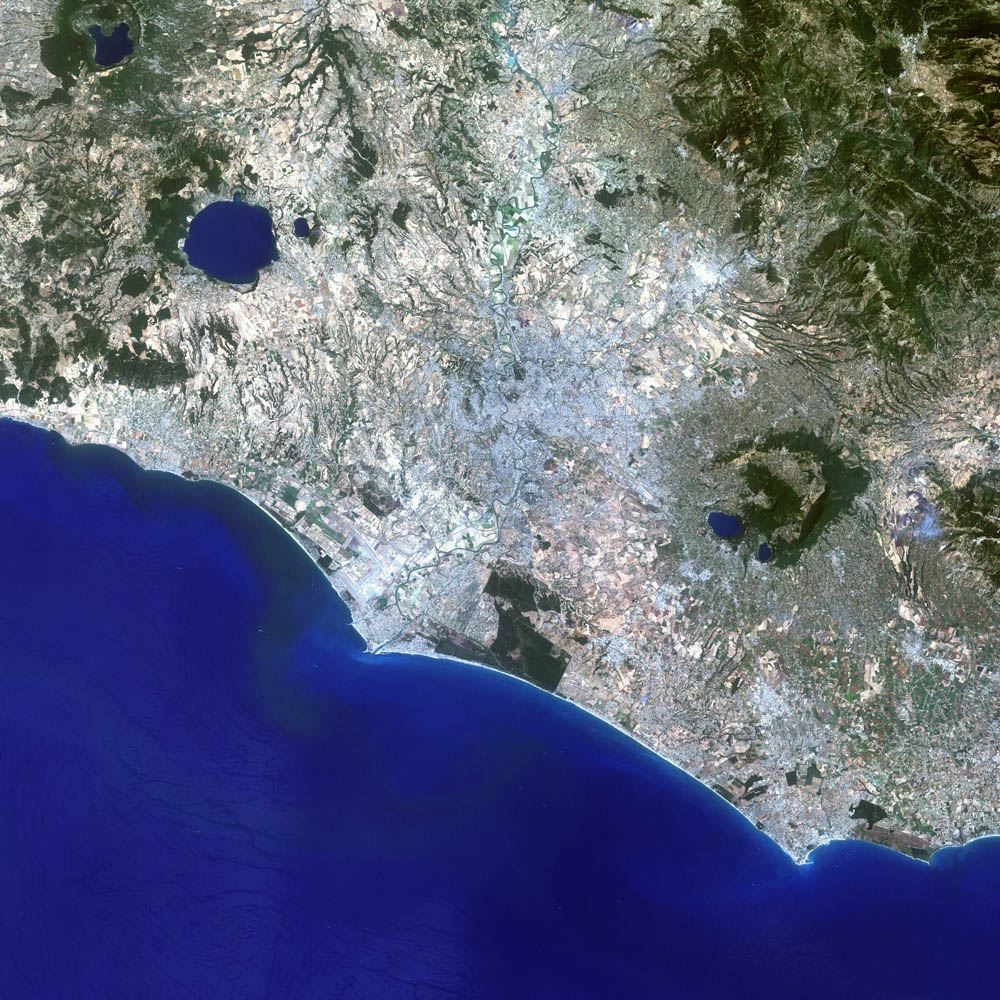
Спутниковый снимок Рима

### Географическое положение
Рим находится в регионе Лацио в центральной Италии на реке Тибр (итал. Tevere). Первоначальное поселение возникло на холмах, которые выходили на брод рядом с Тибрским островом, единственный естественный брод реки в этом районе. Рим царей был построен на семи холмах: Авентинском холме, Целийском холме, Капитолийском холме, Эсквилинском холме, Палатинском холме, Квиринальском холме и Виминальном холме. Современный Рим пересекает также другая река — Аньене, впадающая в Тибр к северу от исторического центра города.
Хотя центр города находится примерно в 24 километрах (15 миль) вглубь от Тирренского моря, территория города простирается до самого берега, где расположен юго-западный район Остии. Высота центральной части Рима колеблется от 13 метров (43 фута) над уровнем моря (у основания Пантеона) до 139 метров (456 футов) над уровнем моря (пик Монте-Марио). Римская Коммуна занимает общую площадь около 1285 квадратных километров (496 квадратных миль), включая множество зелёных зон.

### Топография

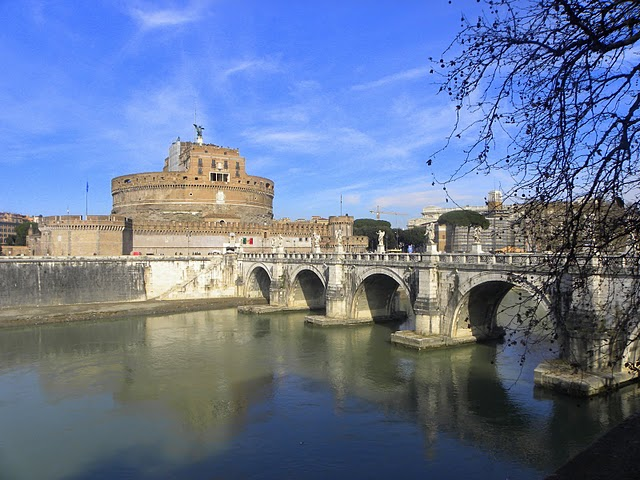
Река Тибр

На протяжении всей истории Рима городские границы города считались областью внутри городских стен. Первоначально они состояли из Сервиевской стены, которая была построена через двенадцать лет после разграбления города галлами в 390 году до нашей эры. Здесь располагалась большая часть Эсквилинских и Целианских холмов, а также все остальные пять. Рим перерос Сервийскую стену, но больше никаких стен не было построено почти за 700 лет, а в 270 году нашей эры император Аврелиан начал строить Аврелианские стены. Они были почти 19 километров (12 миль) длиной, и стали теми стенами, которые войска Итальянского королевства должны были преодолеть, чтобы войти в город в 1870 году. Городской район города разрезан надвое кольцевой дорогой Grande Raccordo Anulare («GRA»), построенной в 1962 году, которая огибает центр города на расстоянии около 10 км (6 миль). Хотя когда кольцо было завершено, большая часть обитаемой территории лежала внутри него (одним из немногих исключений была бывшая деревня Остия, лежащая вдоль Тирренского побережья), тем временем были построены кварталы, которые простираются на 20 км (12 миль) за его пределами.
Коммуна занимает площадь, примерно в три раза превышающую общую площадь в пределах Раккордо, и сравнима по площади со столичными городами Миланом и Неаполем, а также с площадью, в шесть раз превышающей территорию этих городов. Она также включает в себя значительные площади заброшенных болотных угодий, которые не пригодны ни для сельского хозяйства, ни для городского развития.
Как следствие, плотность населения коммуны не столь высока, её территория разделена между сильно урбанизированными районами и районами, обозначенными как парки, природные заповедники и сельскохозяйственные угодья.

### Климат
Климат Рима — субтропический средиземноморский. Максимум осадков наблюдается зимой, летом осадки сравнительно редки. Климатическая зима (то есть период, когда среднесуточная температура устойчиво держится ниже нуля) отсутствует; в зимние месяцы температура обычно держится в пределах 5—10 °C. В целом, климат характеризуется очень длительным и жарким летом и мягкой дождливой зимой. Зимой заморозки и снегопады бывают редко, а летом температура может превышать +40 °C.
| Показатель                    | Янв. | Фев. | Март | Апр. | Май  | Июнь | Июль | Авг. | Сен. | Окт. | Нояб. | Дек. | Год  |
| ----------------------------- | ---- | ---- | ---- | ---- | ---- | ---- | ---- | ---- | ---- | ---- | ----- | ---- | ---- |
| Абсолютный максимум, °C       | 20,8 | 21,6 | 26,6 | 27,2 | 33,1 | 37,8 | 39,4 | 40,6 | 38,4 | 30,7 | 26,5  | 20,3 | 40,6 |
| Средний суточный максимум, °C | 12,0 | 12,8 | 15,4 | 18,1 | 23,1 | 27,0 | 30,2 | 30,4 | 26,4 | 21,9 | 16,5  | 12,8 | 20,6 |
| Средняя температура, °C       | 8,1  | 8,5  | 10,8 | 13,6 | 17,7 | 21,4 | 24,2 | 24,5 | 21,1 | 17,4 | 12,7  | 9,3  | 15,8 |
| Средний суточный минимум, °C  | 3,3  | 3,4  | 5,5  | 8,0  | 12,0 | 15,8 | 18,5 | 18,8 | 15,7 | 12,2 | 7,8   | 4,9  | 10,5 |
| Абсолютный минимум, °C        | −7,4 | −6,9 | −6,5 | −2,4 | 1,8  | 5,6  | 9,1  | 9,3  | 4,3  | 0,8  | −5,2  | −5,6 | −7,4 |
| Норма осадков, мм             | 55   | 59   | 53   | 63   | 32   | 20   | 13   | 18   | 63   | 105  | 94    | 89   | 663  |
| Источник: Погода и Климат     |      |      |      |      |      |      |      |      |      |      |       |      |      |

## Власть

### Местный орган власти

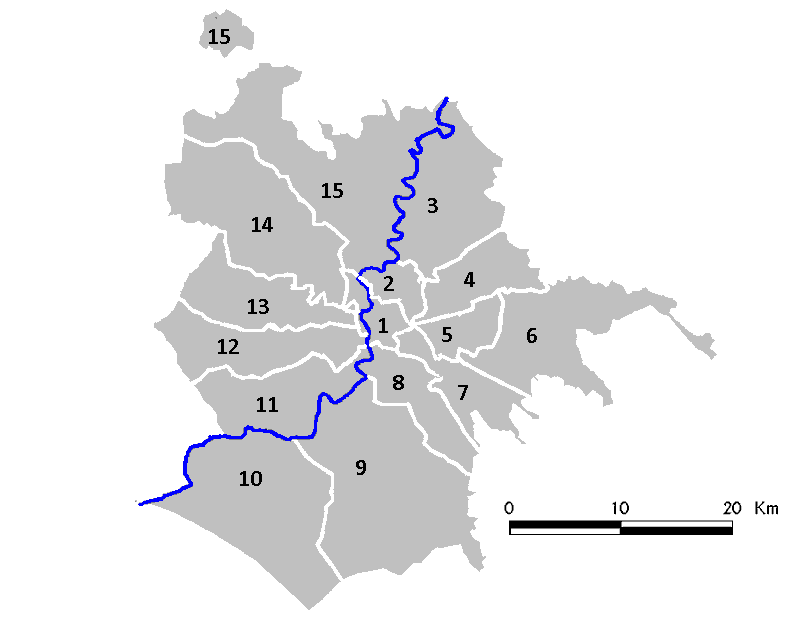
Муниципалитеты Рима

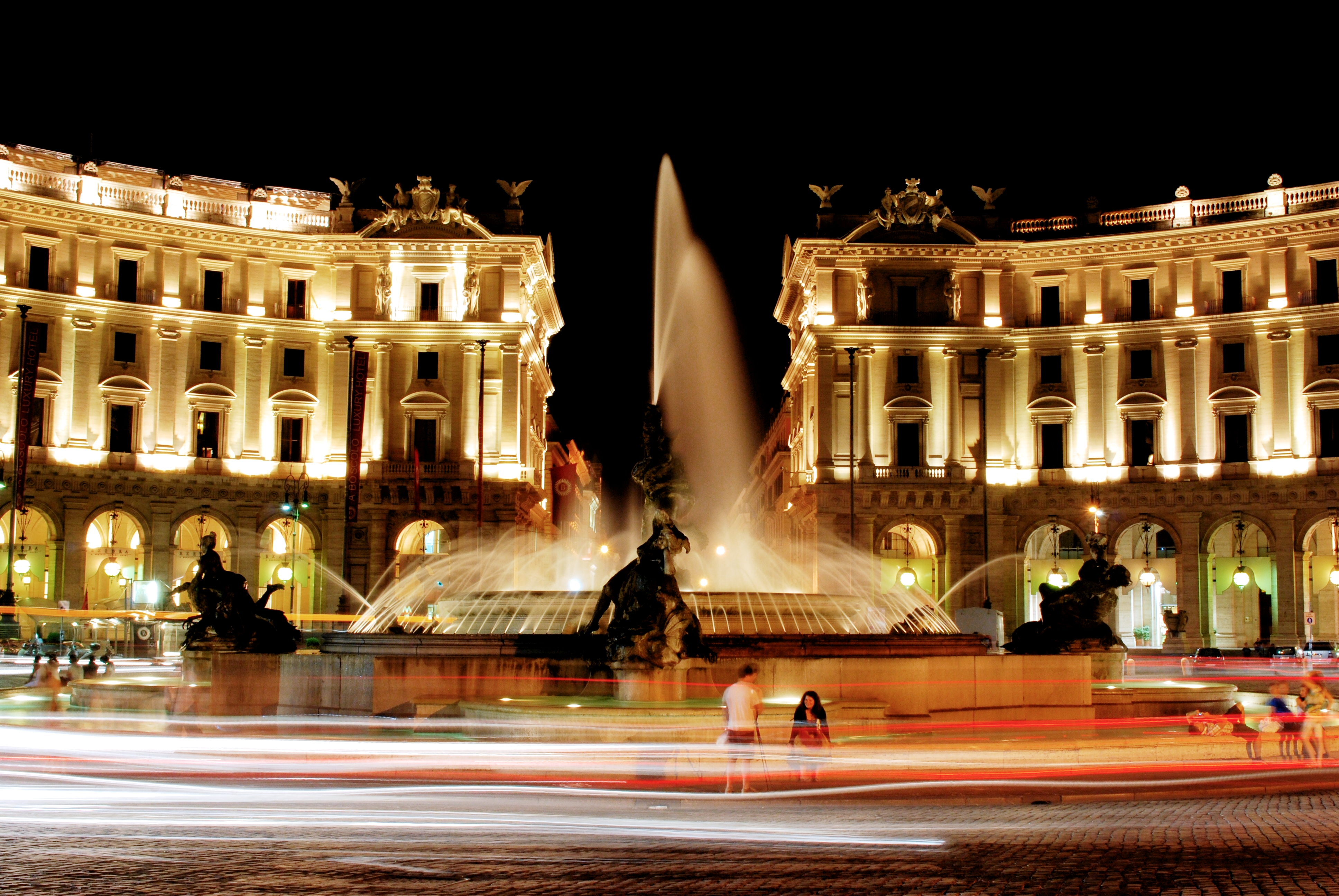
Площадь Республики

Рим представляет собой коммуну, названный «Roma Capitale», и является самым крупным как по площади земли, так и по численности населения среди 8101 коммуны Италии. Он управляется мэром и городским советом. Резиденцией коммуны является Палаццо Сенаторо на Капитолийском холме, историческая резиденция городского правительства. Местная администрация в Риме обычно упоминается как «Campidoglio», итальянское название холма.

### Административное деление
С 1972 года город был разделён на административные районы, получившие название municipi (ед. ч. municipio; до 2001 года назывался circoscrizioni). Они были созданы по административным соображениям для усиления децентрализации в городе. Каждый муниципалитет управляется президентом и советом из двадцати пяти членов, которые избираются его жителями каждые пять лет. Муниципалитеты часто пересекают границы традиционного, не административного деления города. Первоначально муниципалитетов было 20, затем 19, а в 2013 году их число сократилось до 15.
Рим также делится на различные типы неадминистративных единиц. Исторический центр города разделён на 22 района, все они расположены в пределах стены Аврелиана, за исключением Прати и Борго. Они происходят из 14 областей августовского Рима, которые в Средние века превратились в средневековые риони. В эпоху Возрождения, при папе Сиксте V, они снова достигли четырнадцати лет, и их границы были окончательно определены при папе Бенедикте XIV в 1743 году.
Новое подразделение города при Наполеоне было эфемерным, и никаких серьёзных изменений в организации города не было вплоть до 1870 года, когда Рим стал третьей столицей Италии. Потребности новой столицы привели к взрыву как в урбанизации, так и в населении внутри и за пределами стен Аврелиана. В 1874 году в новой урбанизированной зоне Монти был создан пятнадцатый район Эсквилино. В начале XX века были созданы другие риони (последним был Прат, единственный за пределами стен папы Урбана VIII — в 1921 году). Впоследствии для новых административных подразделений города стал использоваться термин «квартирье». Сегодня все Риони являются частью первого муниципалитета, который поэтому полностью совпадает с историческим городом (Centro Storico).

## Население

Демографическая пирамида Рима в 2022 году

| 0550       | 0509       | 0150       | 1377       | 1861       | 1871       | 1881       | 1901       | 1911       | 1921       | 1931       | 1936       |
| ---------- | ---------- | ---------- | ---------- | ---------- | ---------- | ---------- | ---------- | ---------- | ---------- | ---------- | ---------- |
| 35 000     | ↗130 000   | ↗300 000   | ↘17 000    | ↗194 500   | ↗212 432   | ↗273 952   | ↗422 411   | ↗518 917   | ↗660 235   | ↗930 926   | ↗1 150 589 |
| 1951       | 1961       | 1971       | 1981       | 1991       | 2001       | 2011       | 2014       | 2015       | 2017       | 2018       | 2023       |
| ↗1 651 754 | ↗2 188 160 | ↗2 781 993 | ↗2 840 259 | ↘2 775 250 | ↘2 663 182 | ↘2 617 175 | ↗2 870 493 | ↘2 864 348 | ↗2 873 494 | ↘2 872 800 | ↘2 748 109 |

## Экономика
Рим является столицей Италии, поэтому в нём находятся резиденции всех основных институтов нации, включая президента, правительство, обе палаты парламента, Конституционный суд и Высший кассационный суд Итальянской Республики. В Риме находятся дипломатические представительства всех стран в государствах Италия и Ватикан. В Риме расположены штаб-квартиры некоторых специализированных учреждений Организации Объединённых Наций, в частности Продовольственная и сельскохозяйственная организация ООН (ФАО), Международный фонд сельскохозяйственного развития (МФСР), Всемирная продовольственная программа (ВПП), Международный исследовательский центр по сохранению и реставрации культурных ценностей (ИККРОМ).
Хотя экономика Рима характеризуется отсутствием тяжёлой промышленности и в ней в значительной степени доминируют услуги, высокотехнологичные компании (IT, аэрокосмическая, оборонная, телекоммуникационная), исследовательская, строительная и коммерческая деятельность (особенно банковская), а также огромное развитие туризма являются очень динамичными и чрезвычайно важными для его экономики. Римский международный аэропорт Фьюмичино является крупнейшим в Италии, и в этом городе находятся головные офисы подавляющего большинства крупных итальянских компаний, а также штаб-квартиры трёх из 100 крупнейших мировых компаний: Enel, Eni и Telecom Italia.

## Транспорт

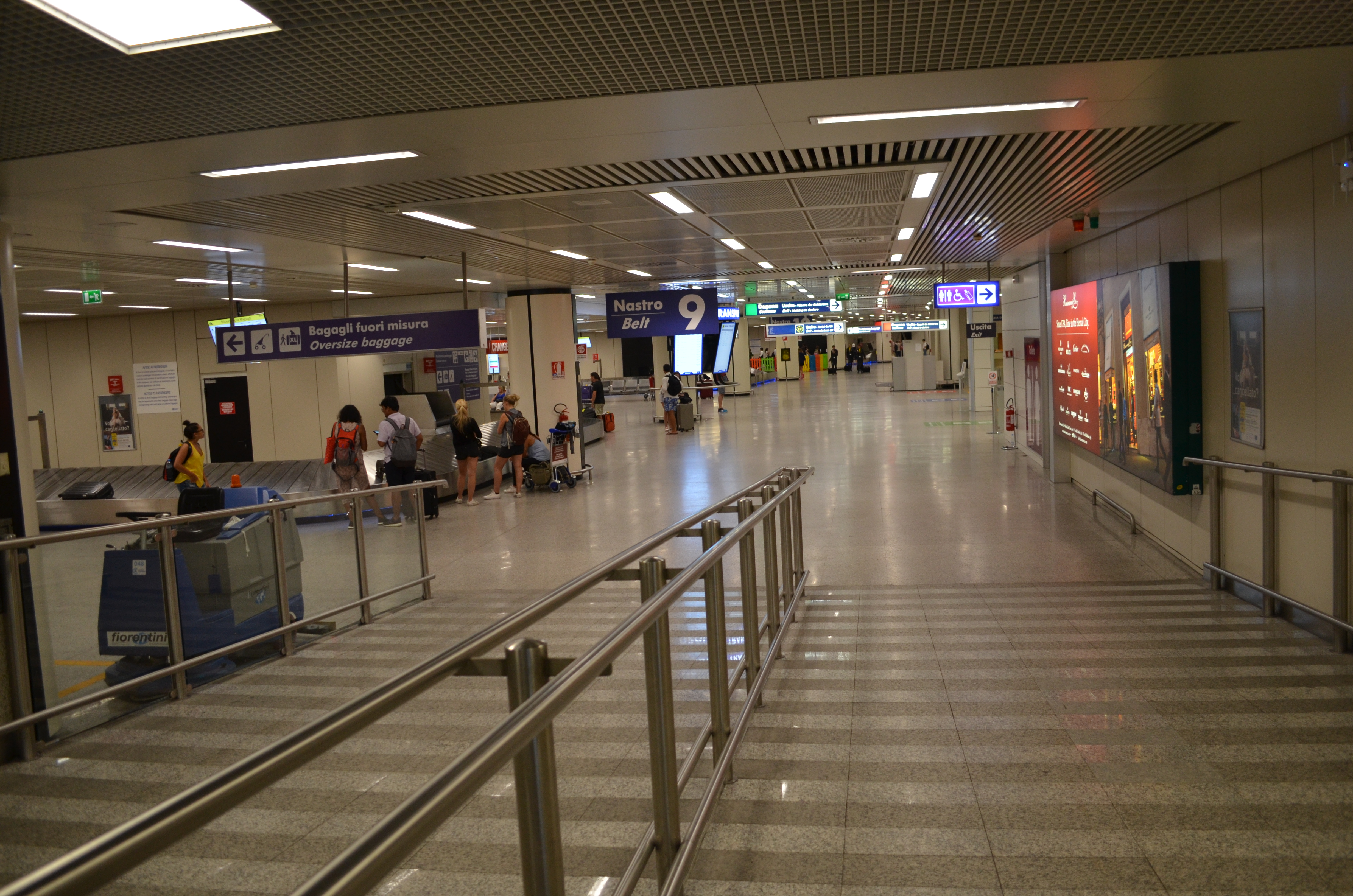
Римский аэропорт имени Леонардо да Винчи

Рим располагает современным международным аэропортом — аэропортом имени Леонардо да Винчи, также известным как Фьюмичино, поскольку расположен в одноимённом городе-спутнике Рима. Ещё один римский аэропорт — Чампино — в основном, обслуживает чартерные рейсы и рейсы авиакомпаний-дискаунтеров.

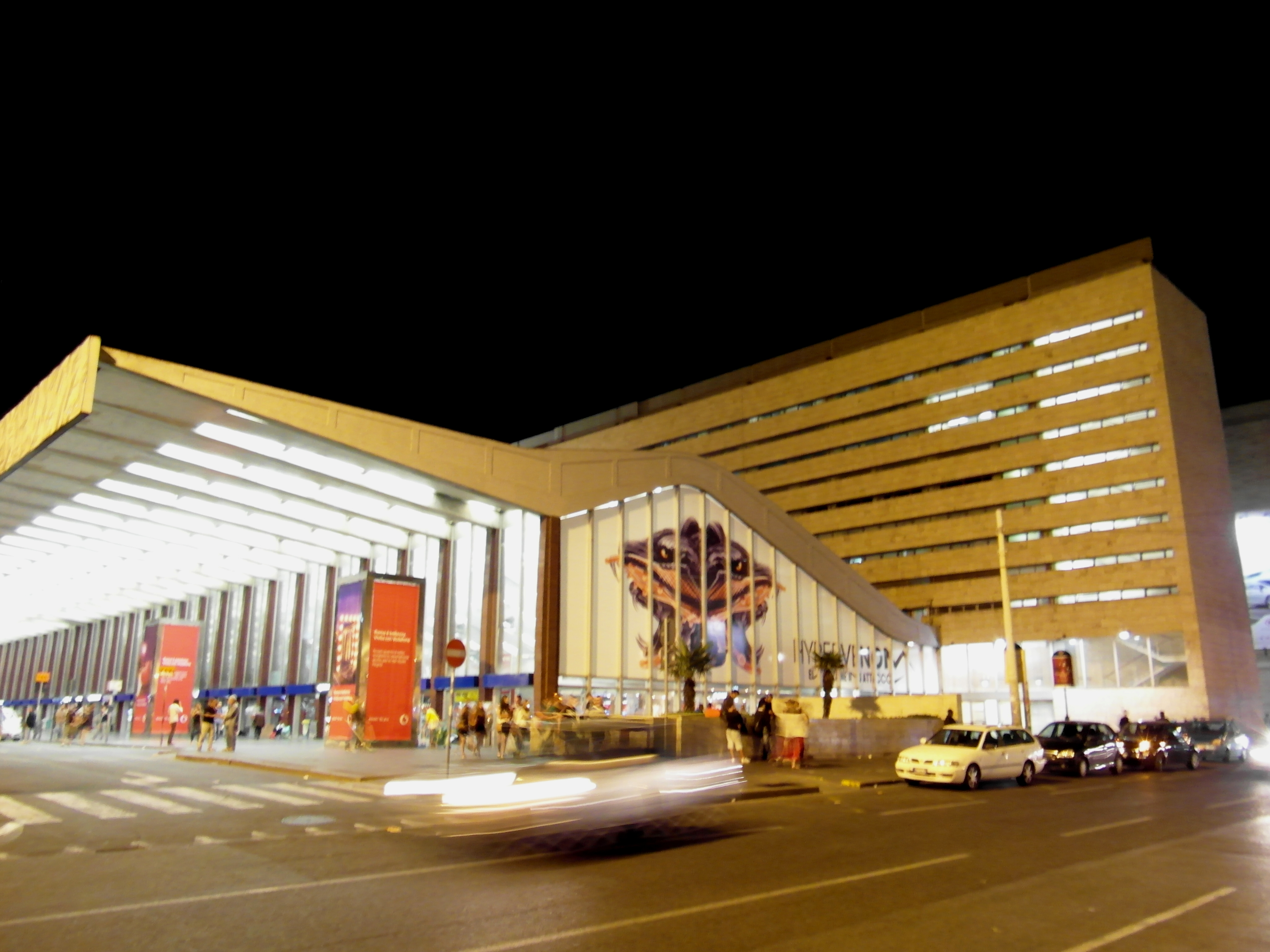
На вокзале Термини

Рим находится в центре кольцевой сети автодорог, которые приблизительно повторяют сеть дорог Древнего Рима, начинавшихся с Капитолийского холма и соединявшего Рим со всей империей.
В городе развита маршрутная сеть автобусов (350 маршрутов и более 8000 остановок) и трамваев (39 км путей и 192 остановки). В 2005 году было возобновлено движение троллейбусов. Существуют уже две линии: маршрут 90 от вокзала Термини и маршрут 74, соединяющий метро Laurentina с Fonte Laurentina и открытый 8 июля 2019 года.
В 1955 году был открыт римский метрополитен, на сегодняшний день римское метро имеет три линии — А, В и С. А и В пересекаются у железнодорожного вокзала Термини. Линия С проходит от станции «Сан-Джованни» линии A. На 2035 год запланировано открытие линии D, но строительные работы часто приостанавливаются из-за археологических находок.
Поскольку Рим находится в центре Апеннинского полуострова, он стал главным железнодорожным узлом в центральной Италии. Главный железнодорожный вокзал Рима, Термини — один из самых больших в Европе — ежедневно обслуживает более 400 000 пассажиров. Вторая по значению железнодорожная станция — Тибуртина — в настоящее время реорганизуется под терминал для скоростных поездов.
Система персональной перевозки пассажиров в Риме включает такси и Noleggio Auto Con Conducente («Заказ автомобиля с водителем»). Все такси в Риме исключительно белого цвета. На двери такси в обязательном порядке указаны тарифы на поездки и номер лицензии, выданный Римским муниципалитетом. Также на автомобиле такси сзади размещается металлическая эмблема с номером лицензии. Всего муниципалитетом Рима выдано 993 лицензии такси, последняя — в 1993 году. Стоимость поездки на такси в Риме зависит от времени суток и варьируется от 1,1 евро за километр в будни до 3 евро ночью в праздничные дни. Муниципалитетом Рима установлена максимальная цена в 70 евро на поездку в такси в одном направлении в пределах римской кольцевой дороги. Также существуют обязательные к исполнению (решение Муниципального Совета Рима n. 151 от 23.05.2012) фиксированные цены на поездку из аэропорта в Рим (в пределах Аурелиевых стен) — 48 евро в Фьюмичино и 30 евро в Чампино.
В Риме хорошо развито пригородное сообщение. Существует 8 маршрутов, именуемые от FR1 до FR8. Общая протяжённость линий — 672 км, количество станций — 128. Большинство маршрутов начинаются на вокзале Термини. Также есть 3 независимые линии, принадлежащие компании ATAC: Рим — Лидо, Рим — Витербо и Рим — Джардинетти.
С вокзала Термини действует экспресс Леонардо, который соединяет город с аэропортом Леонардо да Винчи. Время в пути — 30 минут.

## Спорт

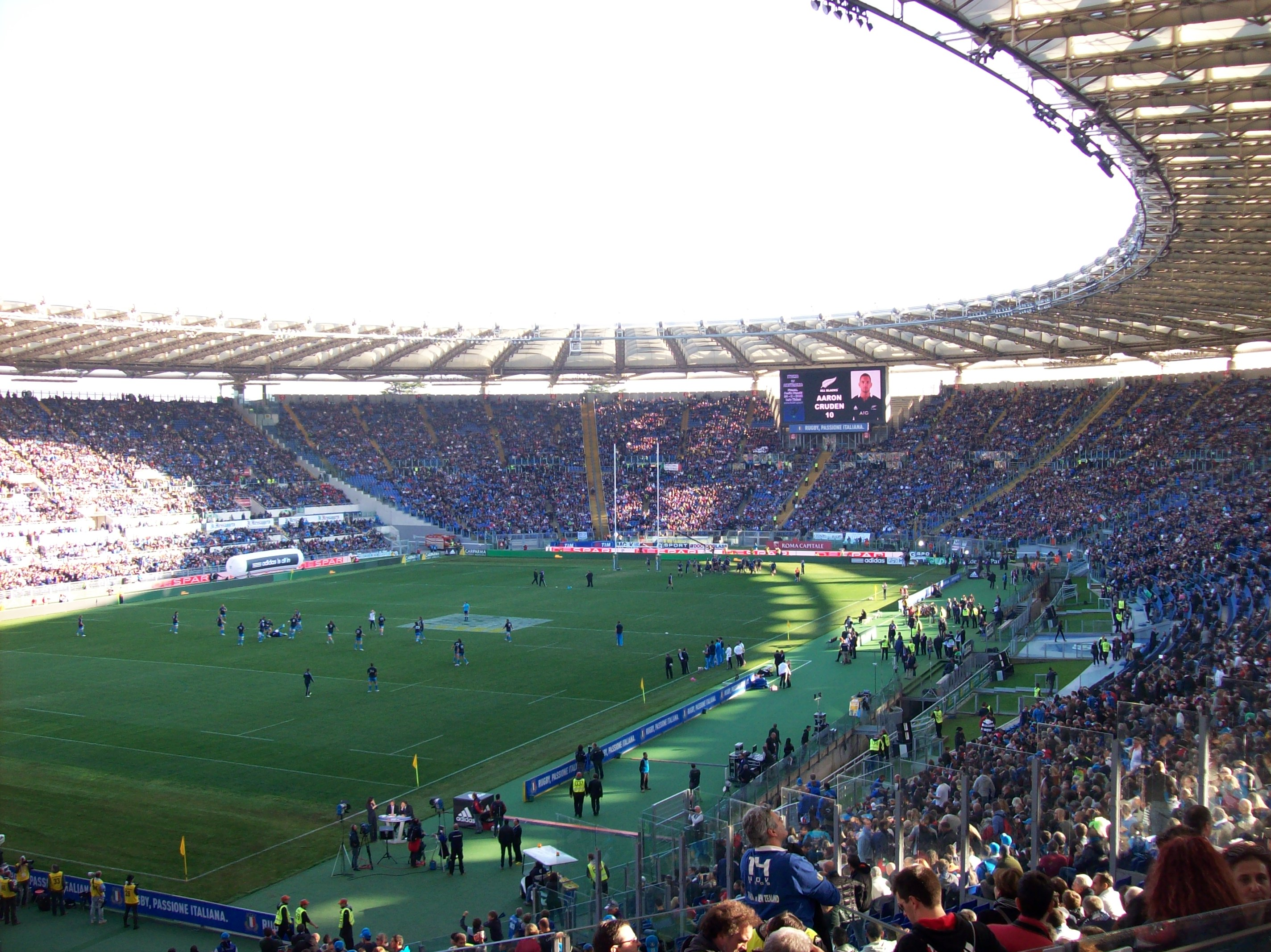
«Олимпийский стадион»

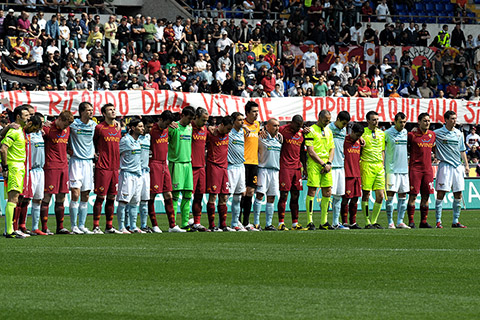
Римское дерби 11 апреля 2009 года

Рим принимал летние Олимпийские игры 1960 года. Во время Игр для соревнований использовались не только современные сооружения, но и античные: в Базилике Максенция соревновались борцы, а в термах Каракаллы — гимнасты.
В городе дважды были сыграны финалы чемпионатов мира по футболу: в 1934 году на стадионе «Национале ПНФ» (Италия — Чехословакия 2:1) и в 1990 году на «Олимпийском стадионе» (ФРГ — Аргентина 1:0). В Риме на «Олимпийском стадионе» также состоялись два финала чемпионатов Европы по футболу: в 1968 году (Италия — Югославия 1:1 и 2:0 в переигровке) и в 1980 году (ФРГ — Бельгия 2:1). В 2021 году на «Олимпийском стадионе» были сыграны 4 матча чемпионата Европы.
Рим принимал множество крупнейших соревнований по летним видам спорта, включая чемпионат мира по лёгкой атлетике 1987 года, чемпионаты мира по водным видам спорта 1994 и 2009 годов, чемпионат Европы по баскетболу 1991 года, чемпионаты мира и Европы по волейболу среди мужчин и женщин, чемпионаты мира по фехтованию 1955 и 1982 годов, чемпионат мира по спортивной гимнастике 1954 года и многие другие турниры.
В итальянской Серии A Рим представляют два клуба: «Рома» и «Лацио».
Крупнейший стадион города — «Олимпийский стадион» — был открыт в мае 1937 года и несколько раз реконструировался. На «Олимпийском стадионе» проходят финалы розыгрышей Кубка Италии по футболу. На стадионе 4 раза проходили финальные матчи главного европейского клубного турнира — Кубка европейских чемпионов / Лиги чемпионов (1977, 1984, 1996, 2009).

## Образование

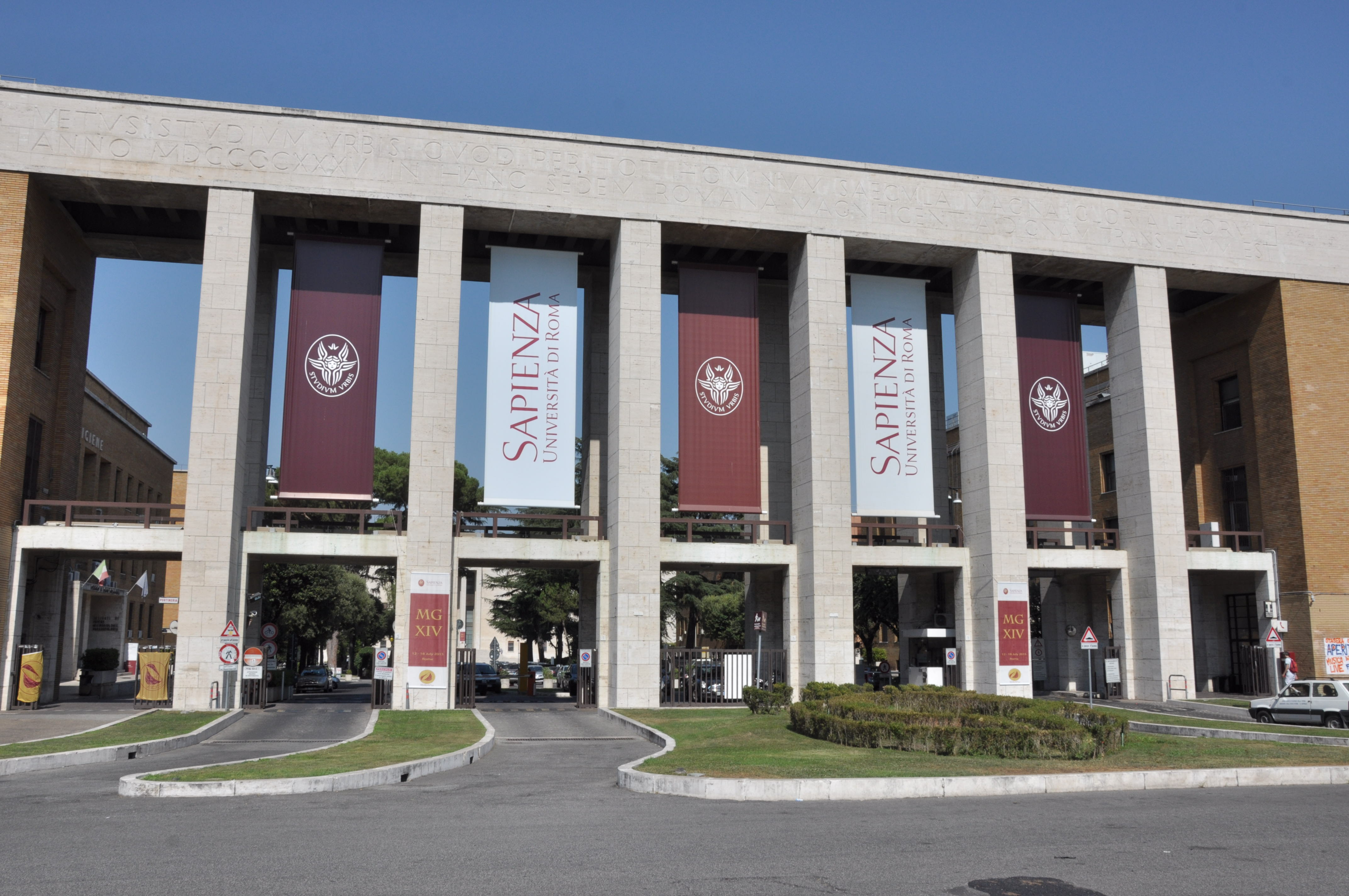
Римский университет Сапиенца, основанный в 1303 году

Рим — это общенациональный и крупный международный центр высшего образования, включающий в себя многочисленные академии, колледжи и университеты. Он может похвастаться большим разнообразием академий и колледжей и всегда был крупным мировым интеллектуальным и образовательным центром, особенно во времена Древнего Рима и Ренессанса, наряду с Флоренцией. согласно индексу городских брендов, Рим считается вторым в мире самым исторически, образовательно и культурно интересным и красивым городом. В Риме много университетов и колледжей. Первый университет, Ла Сапиенца (основан в 1303 году), является одним из крупнейших в мире, в нём учатся более 140 000 студентов; в 2005 году он занял 33-е место среди лучших университетов Европы, а в 2013 году Римский университет Сапиенца занял 62-е место в мире и первое место в Италии в своём мировом рейтинге университетов и был включён в число 50 лучших колледжей Европы и 150 лучших колледжей мира. Чтобы уменьшить перенаселённость Ла Сапиенцы, в последние десятилетия были основаны два новых государственных университета: Toр Вергата в 1982 году и Roma Tre в 1992 году. В Риме также находится школа правительства LUISS, самый важный университет Италии в области международных отношений и европейских исследований, а также Бизнес-школа LUISS, самая важная бизнес-школа Италии. Римская ISIA, основанная в 1973 году Джулио Карло Арганом, является старейшим учреждением Италии в области промышленного дизайна.
Основные библиотеки Рима:
- Библиотека Анджелика, основанная в 1604 году, что делает её первой публичной библиотекой Италии;
- Библиотека Валличеллиана, основанная в 1565 году;
- Библиотека Казанатенсе, открытая в 1701 году на основе частной библиотеки кардинала Джироламо Казанате;
- Национальная центральная библиотека Рима (одна из двух национальных библиотек Италии), которая содержит 4126 млн томов;
- библиотека Министерства иностранных дел и современной истории, специализирующуюся на дипломатии, иностранных делах и современной истории;
- библиотека Института Итальянской энциклопедии;
- библиотека Дона Боско, названная в честь св. Джованни Боско, одна из самых больших и современных библиотек Папского Салезианского университета;
- театральная библиотека и музей дель Буркардо, музей-библиотека, специализирующаяся на истории драмы и театра и находящаяся в Палаццо дель Буркардо (дворец назван в честь епископа Иоганна Буркарда);
- библиотека Итальянского географического общества, находящаяся в парке Вилла Челимонтана, крупнейшая географическая библиотека в Италии и одна из самых больших в Европе[21];
- Библиотека Ватикана, одна из старейших и наиболее важных библиотек в мире, официально основана в 1475 году, хотя в действительности гораздо старше, содержит 75 000 рукописных кодексов и 1,1 млн печатных книг, в том числе около 8500 инкунабул.

В Риме действует также много специализированных библиотек, принадлежащих различным иностранным культурным организациям; среди них Американская академия в Риме, Французская академия в Риме, Библиотека Герциана (Институт истории искусств Общества Макса Планка, немецкая библиотека, часто отмечаемая за выдающиеся достижения в области искусства и науки).
В Риме находятся следующие университеты:
- Римский университет «Ла Сапиенца» (итал. Università degli studi di Roma "La Sapienza", основан в 1303 году)
- Папский университет Святого Фомы Аквинского (лат. Pontificia Universitas Studiorum a Sancto Thoma Aquinate in Urbe, основан в 1580 году)
- Национальная академия Святой Цецилии (итал. Accademia Nazionale di Santa Cecilia, основана в 1585 году)
- Римский университет Тор Вергата (итал. Università degli studi di Roma "Tor Vergata", основан в 1982 году)
- Римский университет Рома Тре (итал. Università degli studi "Roma Tre", основан в 1992 году)

## Достопримечательности

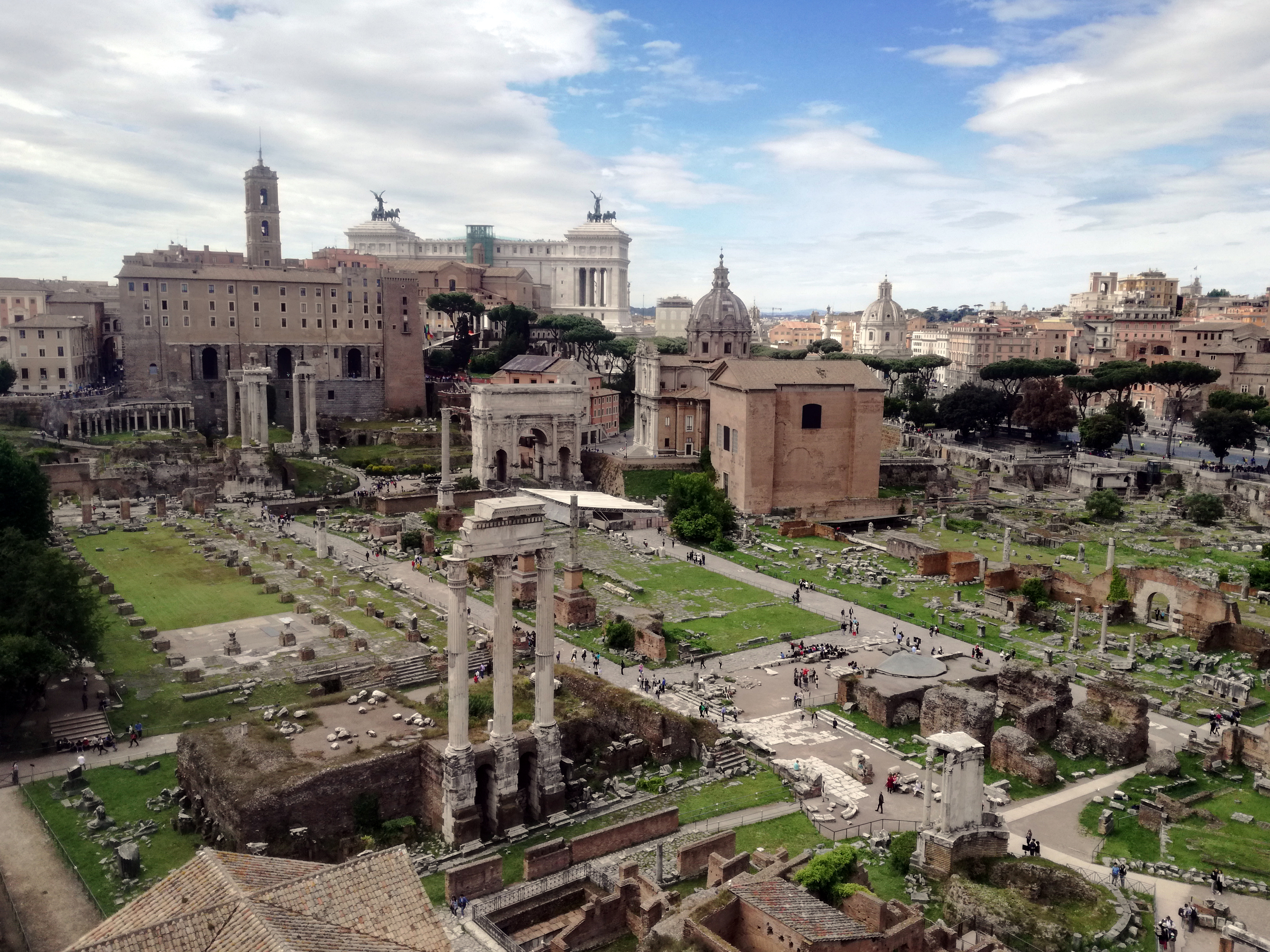
Античный римский Форум

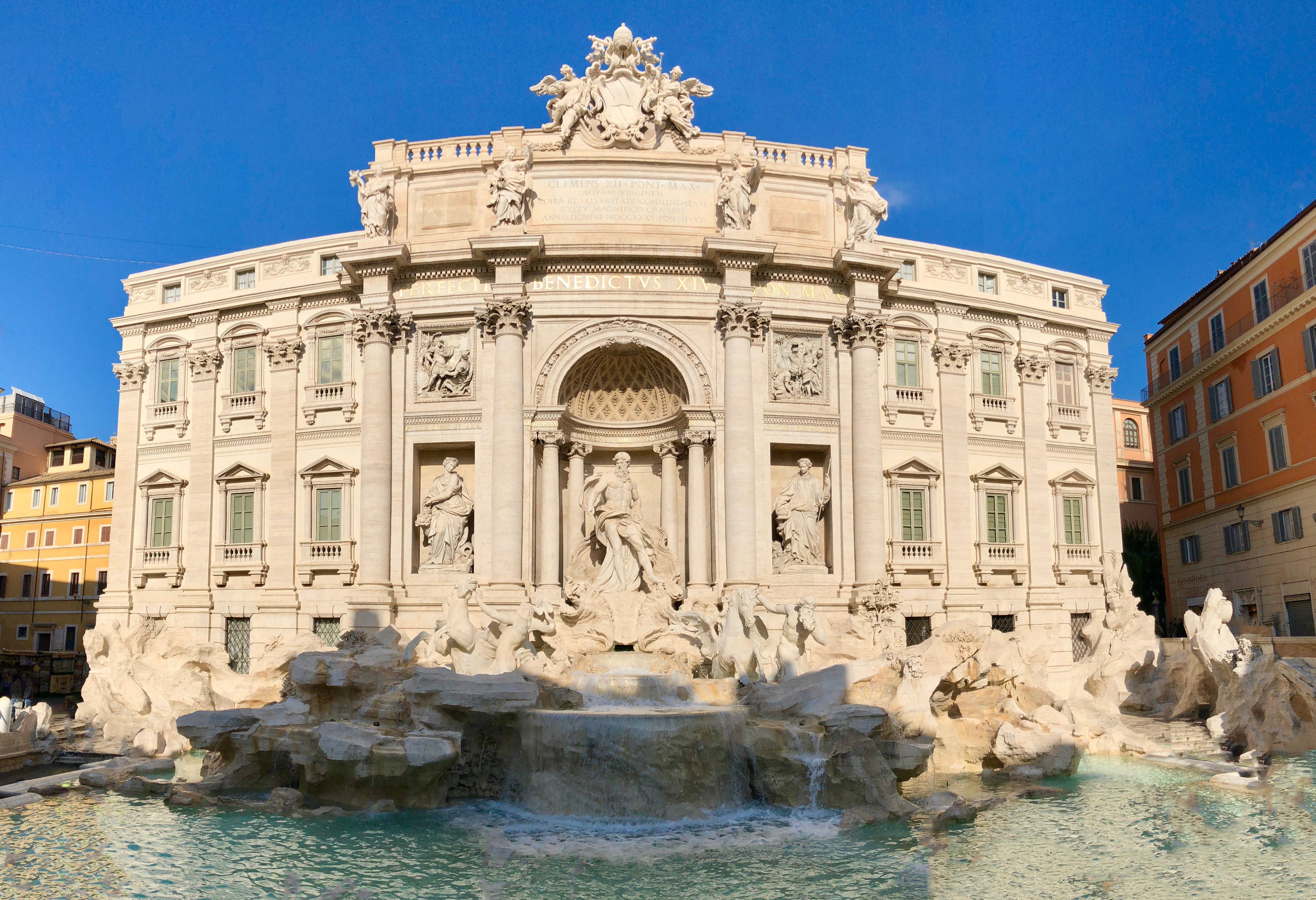
Фонтан Треви

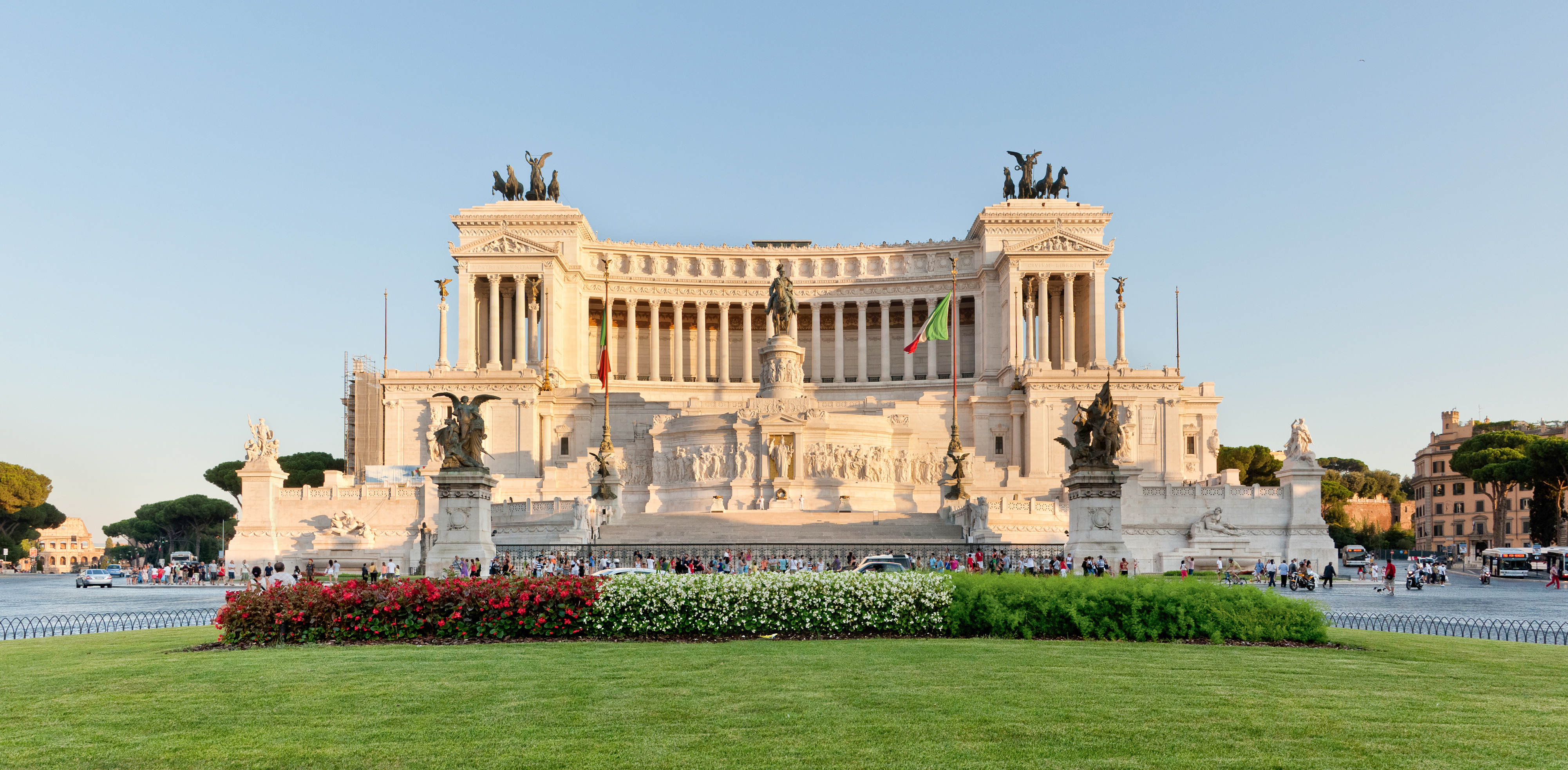
Витториано

- Римский форум (лат. Forum Romanum), экономический, политический и религиозный центр древнего Рима.
- Императорские форумы (лат. Fori imperiali), руины античных архитектурных построек.
- Колизей (лат. Colosseum), древнеримский амфитеатр.
- Пантеон (итал. Pantheon), древнеримский храм всех богов.
- Капитолийский холм (лат. Capitolium, Capitolinus mons, итал. il Campidoglio, Monte Capitolino) — один из семи холмов, на которых возник Древний Рим. На холме находится старейший в мире публичный музей — Капитолийские музеи и статуя Марка Аврелия.
- Большой цирк (лат. Circus Maximus), в древнем Риме самый обширный ипподром.
- Аппиева дорога (лат. Via Appia), самая значимая из античных общественных дорог Рима.
- Замок Святого Ангела (итал. Castel Sant' Angelo), первоначально — мавзолей Адриана, в эпоху средних веков был перестроен в замок.
- Собор Святого Петра (итал. Basilica di San Pietro), самая большая церковь Европы, центр католицизма (расположен на территории государства Ватикан).
- Пьяцца Навона (итал. Piazza Navona) с Фонтаном Четырёх рек работы Джованни Лоренцо Бернини.
- Площадь Испании (итал. Piazza di Spagna) и Испанская лестница (итал. Scalianta di Spagna). Испанская лестница ведёт от расположенного на площади Испании фонтана «Лодка» к церкви Сантиссима-Тринита-дей-Монти (итал. Ss. Trinita dei Monti).
- Фонтан Треви (итал. Fontana di Trevi), самый знаменитый фонтан Рима, и считающийся самым красивым фонтан черепах (итал. Fontane delle Tartarughe).
- Вилла Боргезе (итал. Villa Borghese) с расположенным в ней музеем искусств.
- Пьяцца-дель-Пополо (итал. Piazza del Popolo), с расположенными на ней обелиском и фонтаном.
- Уста истины (итал. Bocca della Verità) — античная круглая мраморная плита с изображением маски Тритона (или Океана).
- Витториано (итал. Il Vittoriano), монумент в память об объединении Италии.
- Квартал всемирной выставки, дворец, построенный Бенито Муссолини.
- Музей Пигорини с коллекциями по древней истории, антропологии и этнографии.
- Итальянский форум (бывший Форум Муссолини), спорткомплекс, построенный Бенито Муссолини.
- Более 900 церквей[англ.].

И прочее.

## Города-побратимы и города-партнёры

### Города-побратимы
- Париж, Франция, 1956 — единственный город-побратим Рима («Только Париж достоин Рима; только Рим достоин Парижа», фр. Seule Paris est digne de Rome; seule Rome est digne de Paris).

### Города-партнёры
- Алжир, Алжир
- Белград, Сербия
- Бразилиа, Бразилия
- Вашингтон, США
- Каир, Египет
- Киев, Украина
- Краков, Польша
- Лондон, Великобритания
- Мадрид, Испания
- Марбелья, Испания
- Монреаль, Канада
- Мумбаи, Индия
- Нью-Дели, Индия
- Нью-Йорк, США
- Пекин, КНР
- Пловдив, Болгария
- Сеул, Республика Корея
- Сидней, Австралия
- Тегеран, Иран
- Тирана, Албания
- Токио, Япония
- Тунис, Тунис
- Цинциннати, США

## В астрономии
Астероид (472) Рим, открытый в 1901 году, назван в честь города Рима.